# Romuli
Romuli – wieś w Rumunii, w okręgu Bistrița-Năsăud, w gminie Romuli. W 2011 roku liczyła 1237 mieszkańców.